# Távcső csillagkép
A Távcső (latin: Telescopium) egy jellegtelen csillagkép a déli égbolton. Nicolas Louis de Lacaille abbé, francia csillagász vezette be.

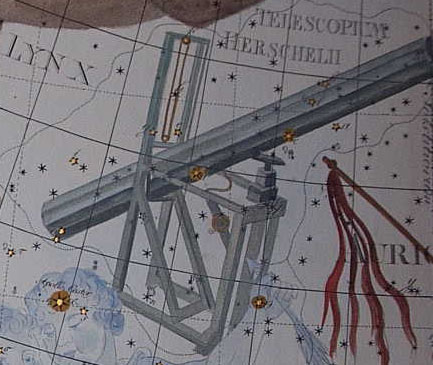
A Távcső csillagkép

## Története, mitológia
A csillagkép Nicolas Louis de Lacaille (1713-1762) abbétól, a francia csillagásztól kapta a nevét, aki nagyon tisztelte a távcsövet, mint a csillagászati megfigyelés fontos eszközét. Az abbé Giovanni Domenico Cassini tanítványa is volt. Az elnevezés a görög nyelvből került át a latinba.

A jellegtelen csillagkép eredetileg egy csörlőn álló nagy távcsövet ábrázolt.

## Látnivalók

### Csillagok
- α Telescopii: mintegy 3,8m a fényessége, a felületi hőmérséklete körülbelül 20 000 K.
- δ1,2 Tel: látszólagos kettőscsillag, ötödrendű, kékesfehér színű csillagok alkotják. Az észlelésükhöz már látcső is elég. A δ1 Tel 800-, a δ2 Tel pedig 1100 fényévre van a Földtől.
- ε Tel: a Nap színképéhez hasonló, 409 fényévre lévő negyedrendű csillag.

### "Elveszett" csillagok

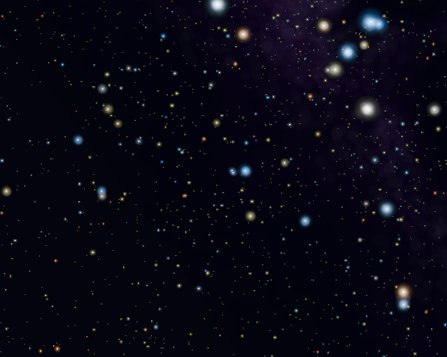
Távcső csillagkép

- ß Tel = η Sagittarii,
- γ Tel = G Scorpii,
- θ Tel = d Ophiuchi,
- σ Tel = HD 168905[1] a Déli Korona csillagképben.

### Mélyégi objektumok
(Nem ismertek.)

## Fordítás
- Ez a szócikk részben vagy egészben  a    Telescopium (constellation) című angol Wikipédia-szócikk fordításán alapul.  Az eredeti cikk szerkesztőit annak laptörténete sorolja fel. Ez a jelzés csupán a megfogalmazás eredetét és a szerzői jogokat jelzi, nem szolgál a cikkben szereplő információk forrásmegjelöléseként.